# Bienes públicos a escala mundial (asociación)
La asociación Bienes públicos a escala mundial –BPEM– (en francés: Biens publics à l’échelle mondiale), fue una asociación francesa creada luego de un coloquio organizado en 1999 por la asociación Survie, que tuvo por título « Reinventar la solidaridad internacional » (en francés: « Réinventer la solidarité internationale »), y cuyo subtítulo señalaba: « De la ayuda a los bienes públicos a escala mundial » (en francés: « De l’aide aux biens publics à l’échelle mondiale »).
La idea de los bienes públicos globales, fue oportunamente desarrollada en 1999 por el PNUD (Programa de las Naciones Unidas para el Desarrollo), sobre la base de la traducción directa (desde el inglés) de la expresión Global Public Goods y de sus definiciones y contenidos.
Esta asociación tenía por misión defender una visión ecológica y humanista de nuestra sociedad y del mundo todo, sobre la base casi evidente de que las existencias de los recursos naturales actuales no permitirían un desarrollo sustentable seguro y equilibrado a mediano o largo plazo, planteándose así la cuestión de la supervivencia de las futuras generaciones y hasta de la propia supervivencia de la especie humana.
La citada asociación se propuso muy particularmente ocuparse de los países pobres, cuyos recursos naturales muchas veces son sobreexplotados por las grandes corporaciones y las poderosas e influyentes multinacionales. François-Xavier Verschave, quien estudió y analizó muy particularmente la orientación de la política francesa en África (especialmente en lo concerniente al petróleo), fue uno de los iniciadores e impulsores de esta asociación 'BPEM'.
Al igual que el movimiento altermundialista, la asociación 'BPEM' apoyaba y defendía la creación de una especie de impuesto mundial, que por ejemplo gravara las transacciones financieras (consultar: Tasa Tobin), y/o que de alguna manera gravara a quienes generan polución o degraden el medio ambiente (consultar: Comercio de derechos de emisión), y/o a quienes utilizan el transporte aéreo (consultar: Tasa de solidaridad sobre los pasajes aéreos o Tasa Chirac), etc.

## Coloquios y reuniones organizadas por la asociación 'BPEM'
- Criminalité financière contre bien public mondial, 29 de noviembre de 2001.[2]
- La santé comme bien public, du local au mondial, 8 de noviembre de 2003.[18]

La BPEM también ha publicado varios escritos y artículos, a los que se puede tener acceso a través de su sitio digital oficial: Sitio internet oficial de la BPEM.

## Filmes
- Le Bien Commun, l'assaut final, documental realizado por Carole Poliquin.[19][20][21]